# Achnaton

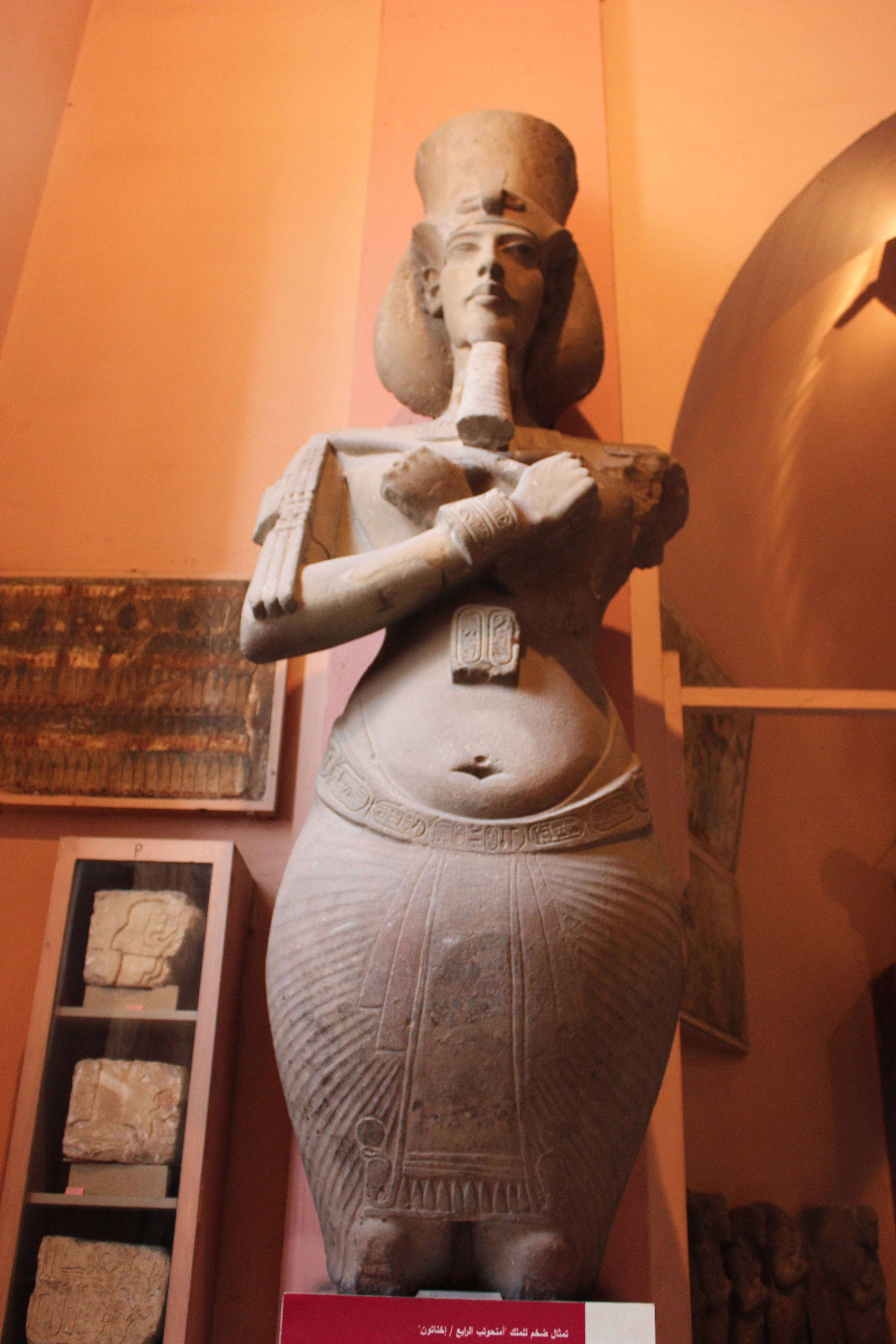
Achnaton IV. Egyptské muzeum Káhira

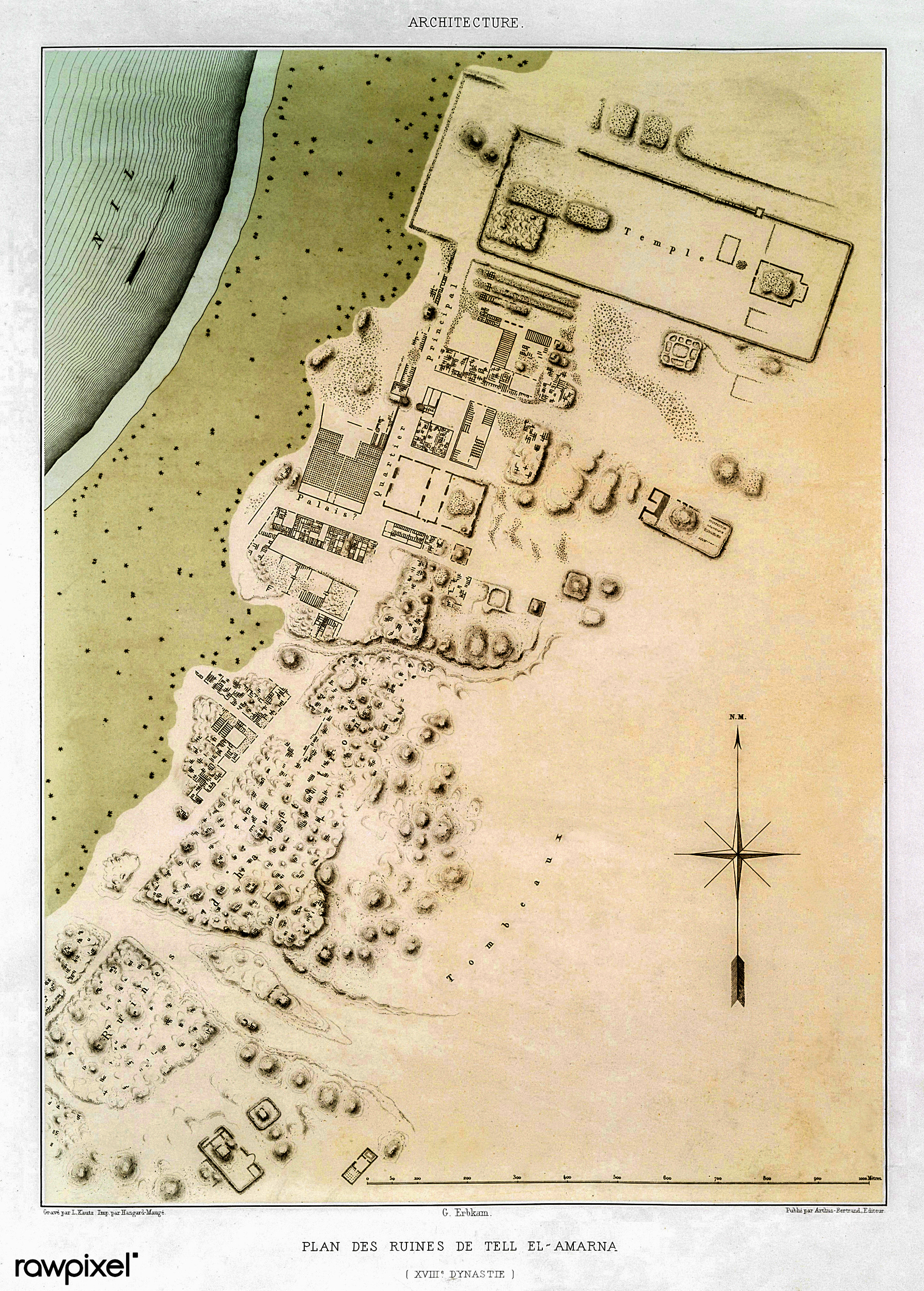
Mapa ruin El-Amarny

Nefercheprure Waenre Achnaton, původním jménem Amenhotep IV., byl panovník 18. dynastie ve starověkém Egyptě v období Nové říše, manžel proslulé královny Nefertiti. Vládl přibližně v letech 1353–1336 př. Kr.

## Život

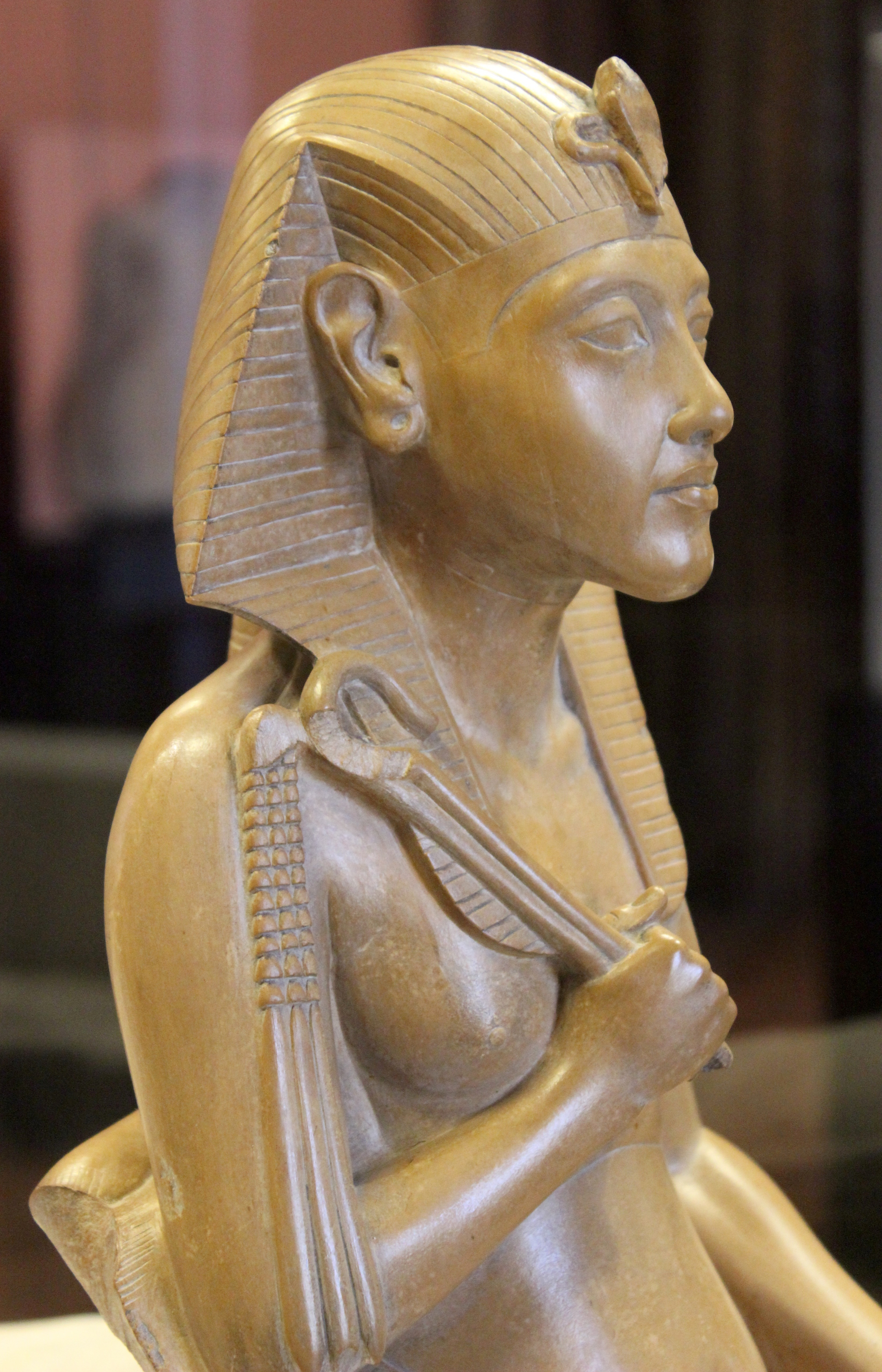
Socha Achnatona;Muzeum Louvre Paříž

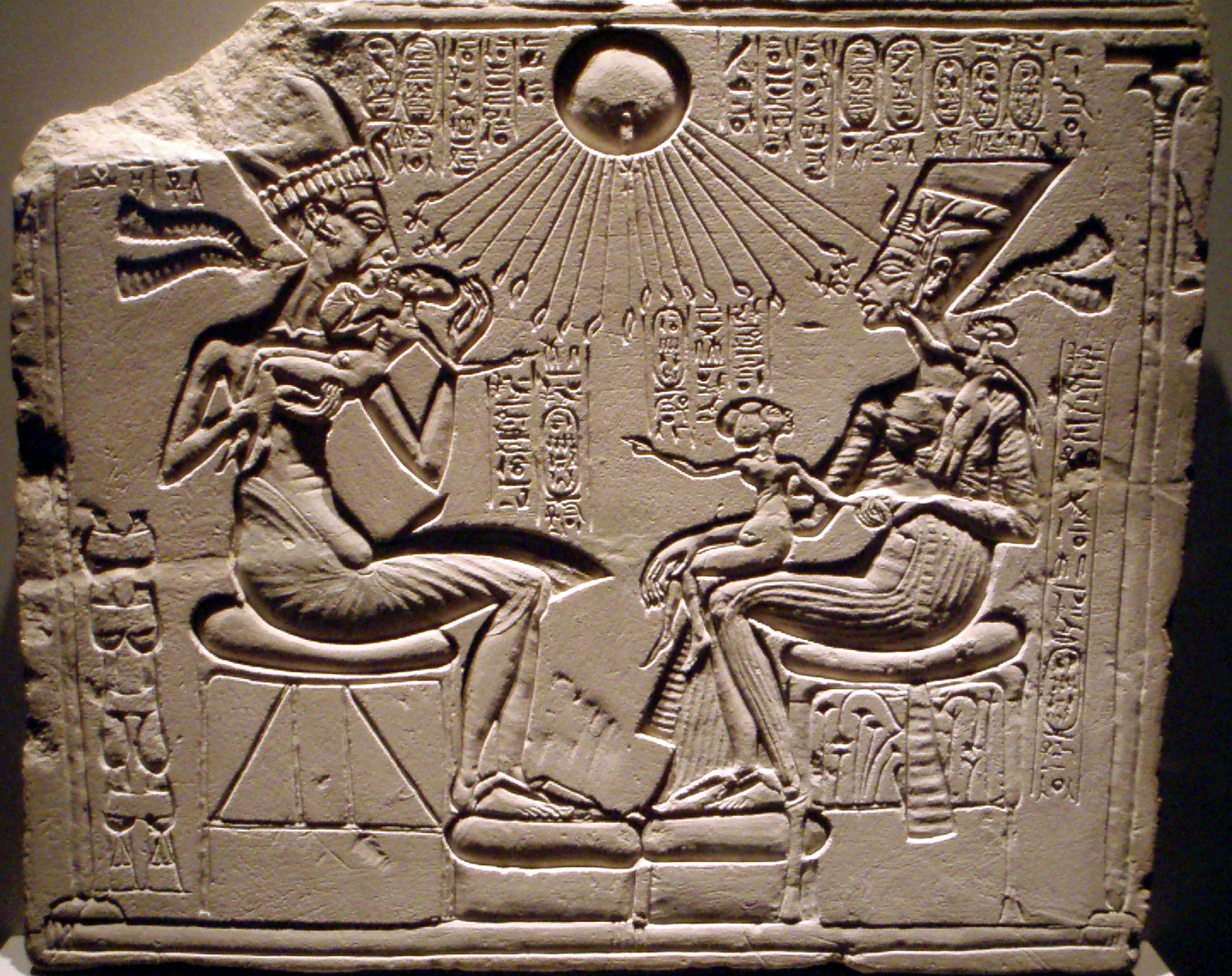
Achnaton s Nefertiti a dcerami

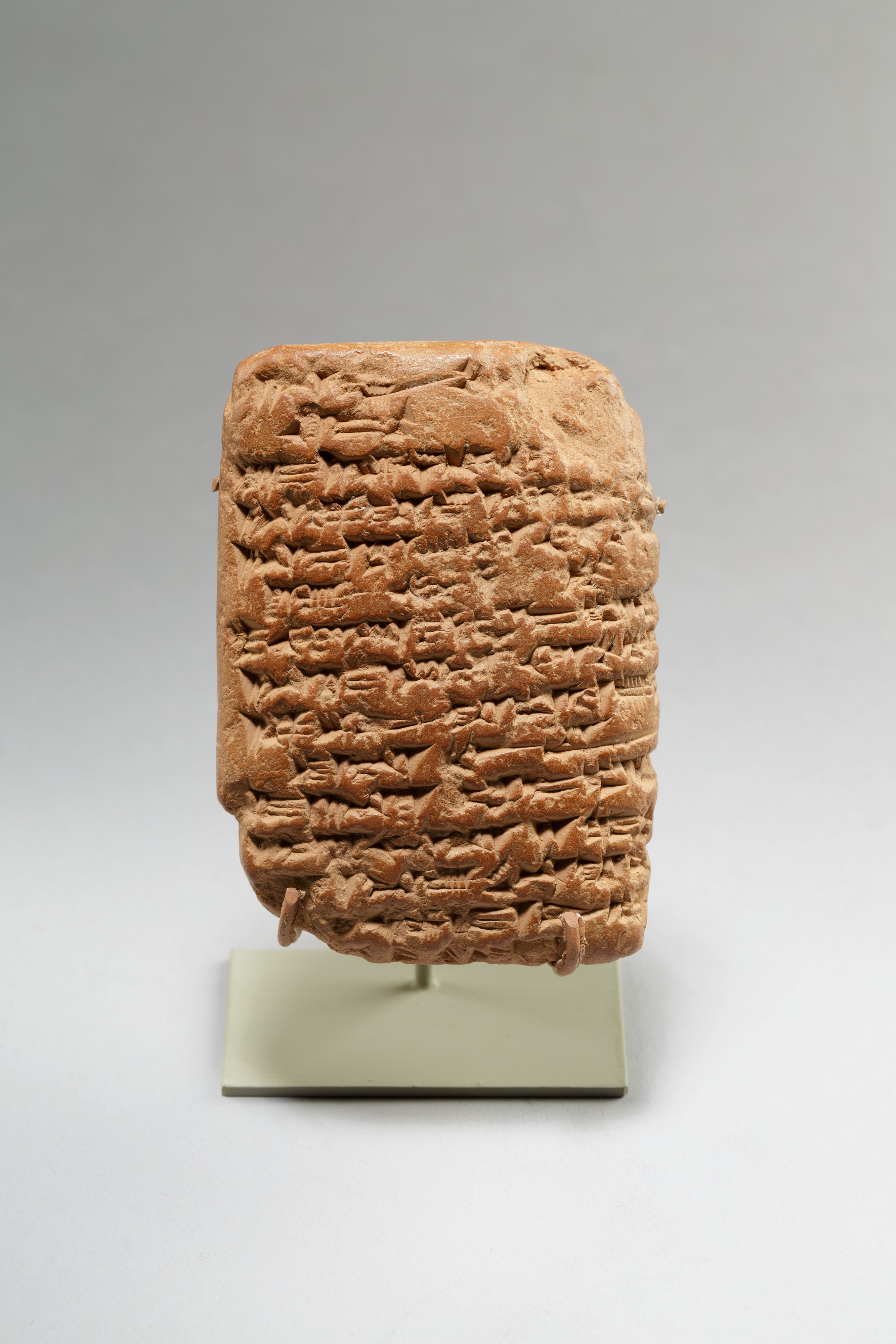
Dopis (tabulka EA#15) od krále Asýrie Ashur-Uballit králi Egypta Achnatonovi

Následník Amenhotepa III. dostal při narození jméno Amenophis („mír Amona“). Jeho patronem byli kněží Heliopolisu, v náboženském centru uctívání boha Hora boha Slunce a Měsíce, i když rovnocenné označení tohoto boha bylo Amon-Re. V druhém náboženském centru, ve stávajícím sídle faraona v Thébách, bylo hlavním uctívání boha Amona („Skrytý – neviditelný“). Amenophis se narodil až v 25. roce panování otce, jeho matkou byla Teje. Její rodiče matka Juja a otec Tjuju pocházeli ze vznešených vládních rodů. Rané Amenophisovo dětství se odehrávalo ve vládním městě Théby. Postupný příklon ke kultu boha Ré-Harachtej, který se personifikoval ve viditelném symbolu Slunce, oproti „neviditelnému“ Amonovi se postupně rozšířil i do většiny provincií. Výchova Amenophise měla zabránit vlivu stoupajícího kultu Hora boha Slunce a Měsíce, i když rovnocenné označení boha bylo Amon-Re. Existovala ovšem určitá rivalita mezi kněžími a vlivovými skupinami v Thébách, kteří dávali přednost bohu Amonu, zbavenému vztahu k slunečnímu bohu Ra a kněžími, kteří vyznávali hlavního boha Re-Hor (Ré-Harachtej) a s jeho vyjádření jménem Aton. Panovník Amenhotep III. veden snahou oslabit mocenský a majetkový vliv kněží v Thebách proto usiloval o posílení pozice náboženského centra v Heliopolisu a tedy boha Atona jako představitele faraonovy náboženské priority. Vliv stárnoucího faraona, po jeho téměř třicetileté vládě, postupně přebírala jeho hlavní manželka Teje. Amenhotep III. zemřel ve věku asi 48–50 let, kdy již dlouhodobě trpěl četnými nemocemi. Amenophisovo jméno se změnilo na Achnaton (Echnaton) v jeho věku asi 5 let. Matka Teje se ujala regentství přibližně až do jeho věku 9–11 let, kdy byla synovi vybrána žena, dcera velmože Aje Nefertiti. Ta byla asi o tři roky mladší než Achnaton, takže první dítě, dcera Meritaton, se narodila až pět let později, teprve když Nefertiti byla, podle tehdejších měřítek, považována za dospělou a schopnou porodit dítě. Jejich život se v tomto období ještě odehrával v Thébách.

## Vláda
Jednotlivé etapy života a vláda Amenophise/Amenhotepa IV./ Achnatona se formovaly v širším kontextu stavu Egypta, kde se za vlády předchůdců nashromáždilo značné bohatství, plynoucí z územně rozsáhlého mocenského vlivu říše, relativní politické a hospodářské stability za vlád vrcholného období 18. dynastie. To zřejmě za posledních let vlády Amenhotepa III. a v nejistotě nástupnické linii vedlo k mocenským sporům vládnoucích rodů, náboženských center Théby vs. Heliopolis. Příklon Amenhotepa III. ke komunitě v Heliopolisu s profilací Slunečního boha Ré-Harachtej/Atona a odpoutání se od centra Amona v Thébách, posílil záměr vybudovat nové sídelní město. Tato idea byla blízká vládnoucím úřednickým rodům a zároveň i úsilí rodiny Amenhotepa III., zejména jeho ženy Teje včetně jejich žijících rodičů Juji a otce Tjuju. Amenhotep IV. se za regentství své matky Teje oficiálně ujal vlády asi v jeho 11–12 letech (o chronologii těchto událostí existuje řada diskusí). V tomto období byl ještě v Karnaku vybudován chrám zasvěcený Ré-Harachtejovi, přičemž počátek jeho stavby je datován ještě do období života Amenhotepa III. Vrchní kněz tohoto kultu byl nazýván „Velká vidina“.
Ve věku 16–17 let s podporou matky Achnaton přistoupil ke změně náboženských symbolů ve prospěch Atona a zahájení staveb sídelního města (El-Amarna/Achetaton). Rozsah tohoto projektu, jak dokazují následné archeologické výzkumy, si vyžádal soustředění značných kapacit projektových, stavebních, uměleckých a celkového logistického zázemí. Uvádí se , že po dvouleté přípravě a zahájení stavebních prací byl vybudován královský palác v nové lokalitě na východním břehu Nilu, vzdálené asi 312 km od Káhiry, v rozsahu asi 13 km.
Amenhotep IV. si změnil jméno na Achnaton ve věku asi 18–19 let až při vybudování svého nového sídla, včetně sídel vládnoucích úředníků a jejích přesídlení. Tato etapa se datuje do Achnatonova věku přibližně 21 let. Do nového sídla dal přestěhovat vládnoucí administrativní a správní úředníky, včetně archivu korespondence, jehož část se zachovala a v roce 1887 byla nalezena v areálu El-Amarny. Nalezlo se celkem 382 hliněných destiček psaných klínovým písmem, nyní roztroušených po evropských muzeích. Byly psány v akkadštině tehdejším diplomatickém jazyku. Korespondence se týkala jak Amenhotepa III., tak i Achnatona a poslední záznamy jsou z doby vlády Tutanchatona, než se opět přestěhoval do Théb a změnil si jméno na Tutanchamon.
O vládě Achnatona v El-Amarně vypovídají dost podrobně již zmíněné hliněné destičky z archivu. V korespondenci jsou některá dost podrobná sdělení králům Asýrie. Například tabulka EA#7 obsahuje korespondenci s králem Kassitů/Asýrie. Tabulka EA#11 je sdělení, že El-Amarna prodělala pandemii (nějaké?) choroby. Na tabulce EA#15 sděluje Achnaton králi Assyrie Ashur-Ubalitovi, že provdal své dcery Meriaton (za Smenchkareho) a Anchesenamon (za Tutanchatona), které byly ve věku přibližně 11–13 let.
Achnaton sám však byl nejenom objektem umění ale i jeho tvůrcem. Je mu připisováno jedno z nejznámějších staroegyptských literárních děl, Achnatonův Hymnus na slunce.
Poslední etapu Achnatonova života poznamenala ztráta důvěry jeho okolí v nového boha Atona. Protože neměl mužského následníka od královny Nefertiti, který by rozvíjel jeho ideje, zvolil za svého následníka Smenchkarého. Ten patrně neměl dynastické oprávnění k následnictví, tak mu dal za ženu svoji dceru Meriaton, které bylo teprve 11–12 let. Vláda Achnatona v El-Amarně skončila jeho úmrtím ve věku asi 30 let. Jeho následník Smenchkare setrval na trůnu jen asi 2 roky a nástupnictví se ujal Tutanchaton. Sídelní město El-Amarna fungovalo ještě několik let, nicméně při trvalém nátlaku mocenského centra v Thébách, především vrchního kněze Amonova kultu Merira se Tutanchaton nátlaku vzdal a ve druhém roce své vlády přesídlil do Théb a změnil si jméno na Tutanchamon.

## Achnatonova hrobka
Hrobku si nechal pro sebe a svoji dceru Meketaton a zřejmě i matku Teje vybudovat v El-Amarně v úzkém bočním údolí vzdáleném od královského údolí asi 6 km. Konstrukcí se podobala hrobkám budovaným v Thébách.. Jednotlivé komory byly vyhloubeny v měkkém hliněném podloží kolem centrální šachty. Dekorace se prováděly do sádrového pokryvu. Hrobka byla odkryta v roce 1888 místními obyvateli a celkově vyloupena. Přesto se tam našly fragmenty žulového sarkofágu patřící Achnatonovi a dceři Meketáton. Další fragmenty kanopických nádob byly přeneseny do Egyptského muzea. Podle pravidel mumifikovaný Achnaton byl původně do hrobky evidentně pohřben, avšak následně jeho mumie byla zničena (uvádí se pouze možné zbytky bez možností dalších výzkumů). Poničeny byly i dekorace v jednotlivých komorách. Za vlády jeho syna Tutanchamona byly zbytky z hrobky EA26 přemístěny do hrobky KV55 v Údolí králů. Za ostatky krále Achnatona se někdy považují silně poškozené části kostry muže ve věku 25–40 let, které v roce 1907 objevil anglický archeolog E. Ayrton v této malé a nedokončené hrobce. Byla zde také nalezena sporně identifikovatelná lebka.

## Amarnský styl dekorací
Styl vytváření soch, dekorací a stylizovaných scén ze života faraona a jeho rodiny představuje dramatický zlom v tradičním pojetí zobrazování ve výzdobách střední říše i počátku 18. dynastie, jak jej dokládá například hrobka Amenhotepa II. v Údolí králů KV35. Amarnský styl Achnatona je charakterizován aktivitou v obrazu s postavami se zdviženými hlavami i rodinnými scénami. Zobrazení Achnatona se vyznačuje zvýrazněnými ženskými atributy, širokými boky, vyčnělými prsy, vypouklým břichem a zvýrazněnými stehny. Figury doprovázející ho v obrazu či scéně jsou přizpůsobeny jeho vzhledu. Na řadě jiných muzejních artefaktů shodných osob se tyto bizarní znaky tak expresivně nevyskytují. Vznikly kolem toho četné dohady o skutečných příčinách Achnatonova vzhledu. Problém je, že jeho mumie se nedochovala tak, aby mohla být antropologicky prozkoumána, takže pouze ze zobrazení se odvozují příčiny jeho fyzických deformit. Nejčastěji se uvádějí Marfanův syndrom a Antleyův–Bixlerův syndrom. V Egyptském muzeu se realizoval rozsáhlý projekt antropologické a genetické posloupnosti členů 18. dynastie, ve kterém byly zkoumány dobře identifikované mumie v depositu Egyptského muzea. Exaktní zkoumání potvrdilo jednak dědičnou posloupnost nezpochybnitelnou shodou DNA markerů, ale zmíněné syndromy se jednoznačně neprokázaly. Nicméně ze zachovaných soch je patrná dědičná shoda s jeho otcem Amenhotepem III. v projevech syndromu nadbytku aromatázy s průvodními znaky gynekomastie a androgenního těla. To byl asi důvod zvláštního uměleckého představení osob v amarnském období a v královsky předepsaném stylu. Je tedy pravděpodobné, že buď Achnaton nebo i Tutanchamon skutečně vykazovali tyto zvláštnosti fyzické podoby, které ovšem umělec expresívně zvýraznil. Je důležité si také uvědomit, že starobylí egyptští králové se obvykle nechali zobrazovat i s vlastní rodinou idealizovaným způsobem. Dokazuje to i busta královny Nefertiti uložená v Novém muzeu v Berlíně, vytvořená sochařem Thutmosem. Busta byla rentgenována CT metodou, která ukázala skutečnou tvář pod silnou vrstvou líčidla a z jejího půvabu se hodně ztratilo.. I když amarnský styl i po smrti Achnatona nějakou dobu přetrvával, v následujících generacích se umělci opět vrátili ke konzervativnímu stylu, jak dokládá i hrobka pozdního následníka Haremheba nebo dekorace z hrobky TT55 vezíra Ramose za vlády Amenhotepa III.

## Archeologické expedice v El-Amarně
Sídelní město El-Amarna, založené za vlády Achnatona a zasvěcené bohu Atonovi (důvody jeho vzniku a pravděpodobná chronologie byly zmíněny výše) bylo zbudováno s plánem plnit funkci vládního centra se všemi službami, sociálním dělením mezi bohatými a chudými částmi. V okrajové části byly domy dělníků, řemeslníků a stavitelů, jak dokumentuje dílna známého sochaře Thutmose. Podle archeologů se počet obyvatel odhaduje na 20 až 50 tisíc. Ve druhém roce vlády následníka Tutanchamona město ztratilo statut sídelního města a postupně bylo opuštěno. Po opětném příklonu faraona k Thébám a kultu boha Amona, město chátralo a stalo se spíše zdrojem různých materiálů. Památka na Achnatona se systematicky ničila, jeho jméno bylo vymazáno, zejména za vlády uzurpátora trůnu Haremheba.
Teprve ke konci 19. století se zájem o egyptské památky promítl do organizovaného archeologického průzkumu.
První expedice 1891–1892 vedl Flinders Petrie, 1907–1914 Ludwig Borchardt, 1921–1936 se angažovala Egypt Exploration Society,, od roku 1977 anglický egyptolog Barry Kamp. Souhrn poznatků o probíhajícím výzkumu celého areálu ruin se soustřeďuje v „Amarna projektu“ v gesci Univerzity Cambridge..

## Epilog
Trvalý zájem o staroegyptskou historii podněcuje jednak její dlouhověký souvislý vývoj jako kulturní společnosti vázané na plodonosný veletok Nil, tak i výjimečnost stavitelských a uměleckých památek.
Příběh vizionáře Achnatona je historicky inspirativní v tom, že úsilí narušit či zvrátit po staletí udržovanou náboženskou víru v posmrtný život pod patronací tradičních bohů, je zároveň nedělitelnou součástí mocenských struktur usilujících o podíl na bohatství říše. V případě Achnatona to byl konkurenční vztah náboženských a vlivových skupin v Thébách a v Heliopoli. Achnaton patrně nebyl silnou osobností, proto prohrál a jeho památka byla následníky poničena. Přímí následníci se již potýkali s dynastickou krizí až nakonec se vlády ujal uzurpátor Haremheb, který byl velitelem armády za vlády Tutanchamona a Aje. Nicméně faraonové 18. dynastie, kteří vládli téměř čtvrt tisíciletí (1539–1292 př. Kr.), zanechali nepřeberné množství památek, rozesetých v muzeích po celém světě.

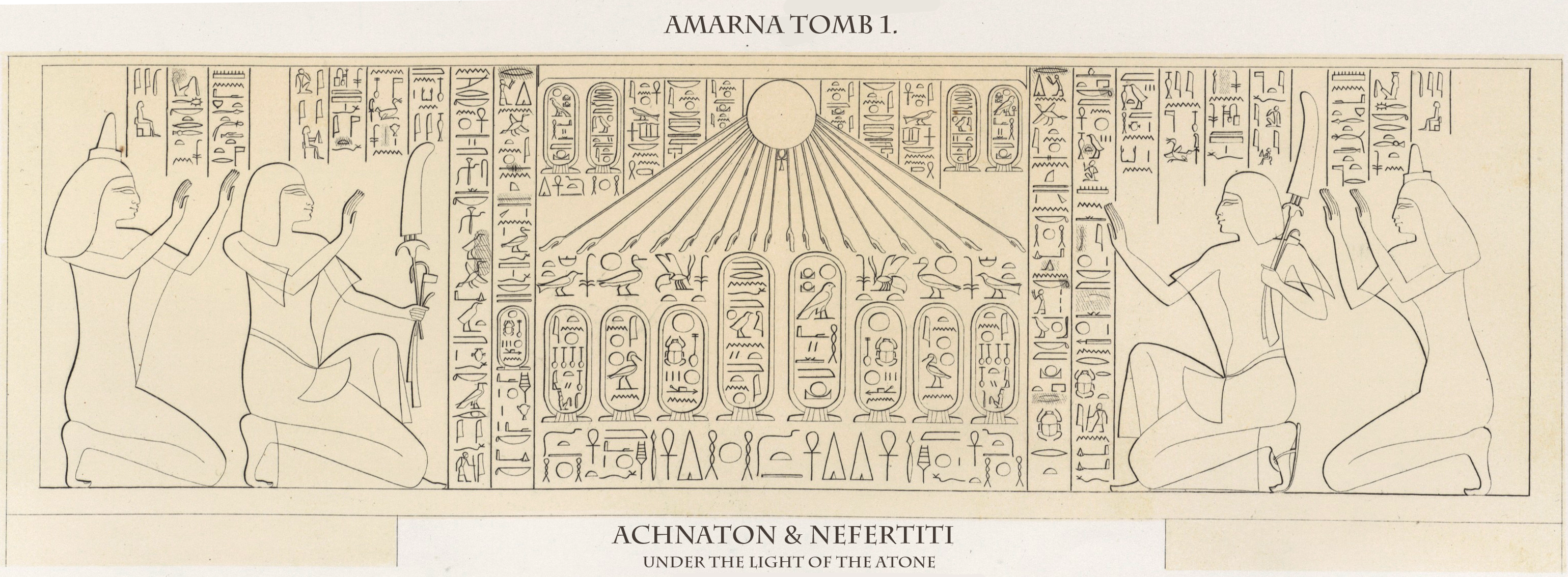
Kartuše Achnatona a Nefertit s bohyněmi Neit a Maat v paprscích Atona

## Fotogalerie

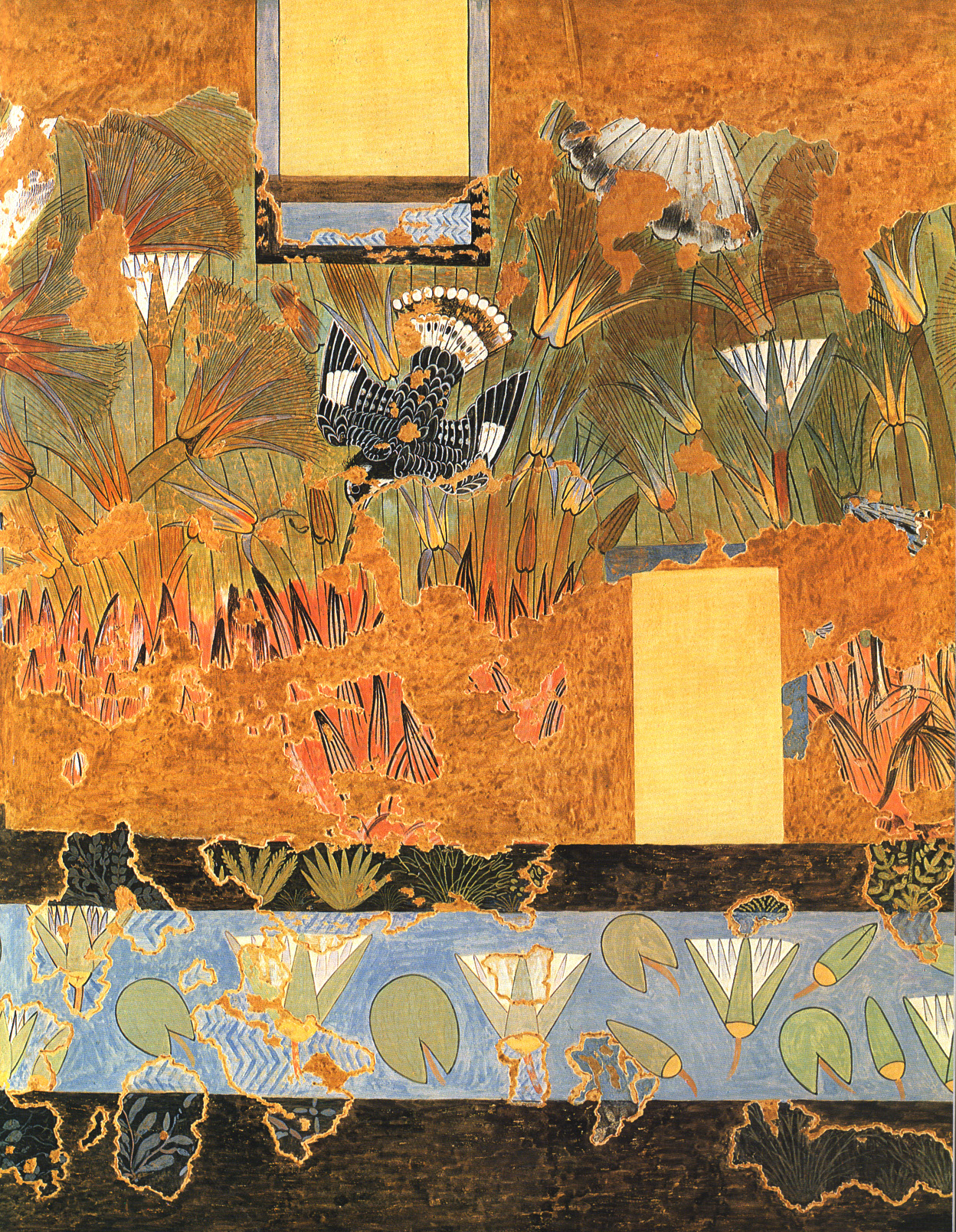
Faksimile papyru ze Severního paláce v El-Amarně, život v močále; Britské muzeum Londýn
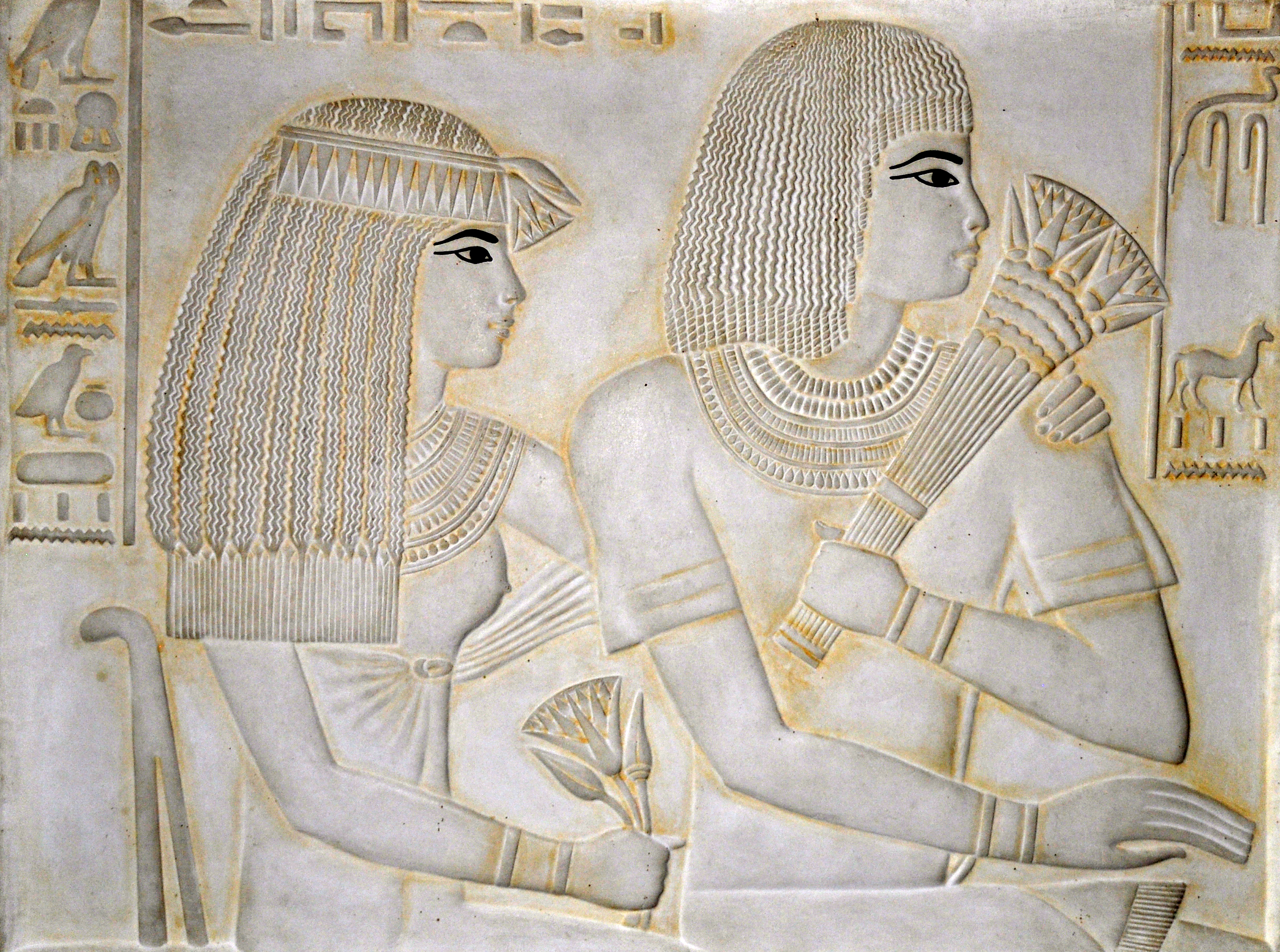
Vezír Ramose s manželkou Merit_Ptah; rané amarnské období; hrobka TT55 Theby
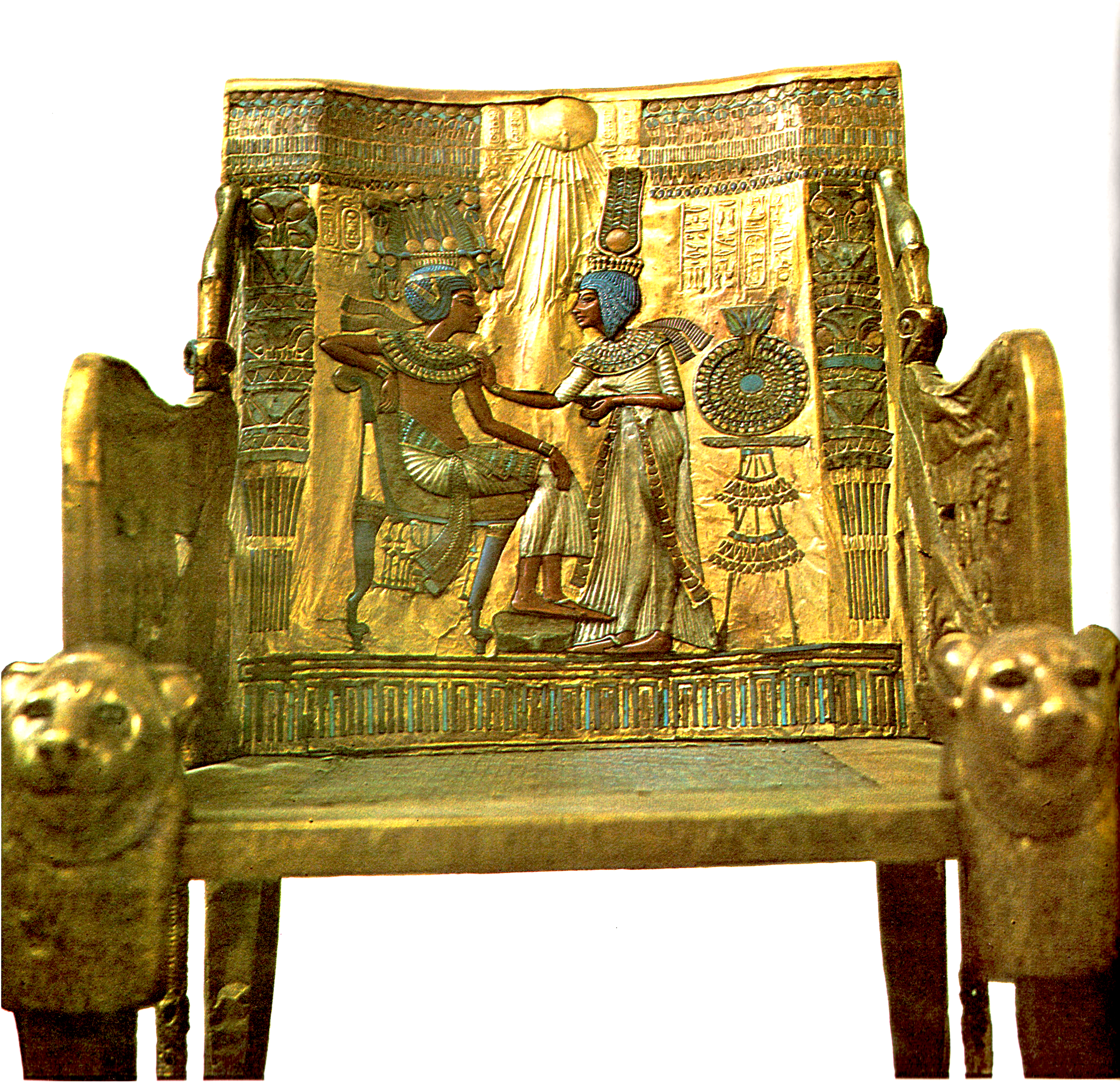
Zlaté křeslo Tutanchamona, pozdní amarnské období; Egyptské muzeum Káhira
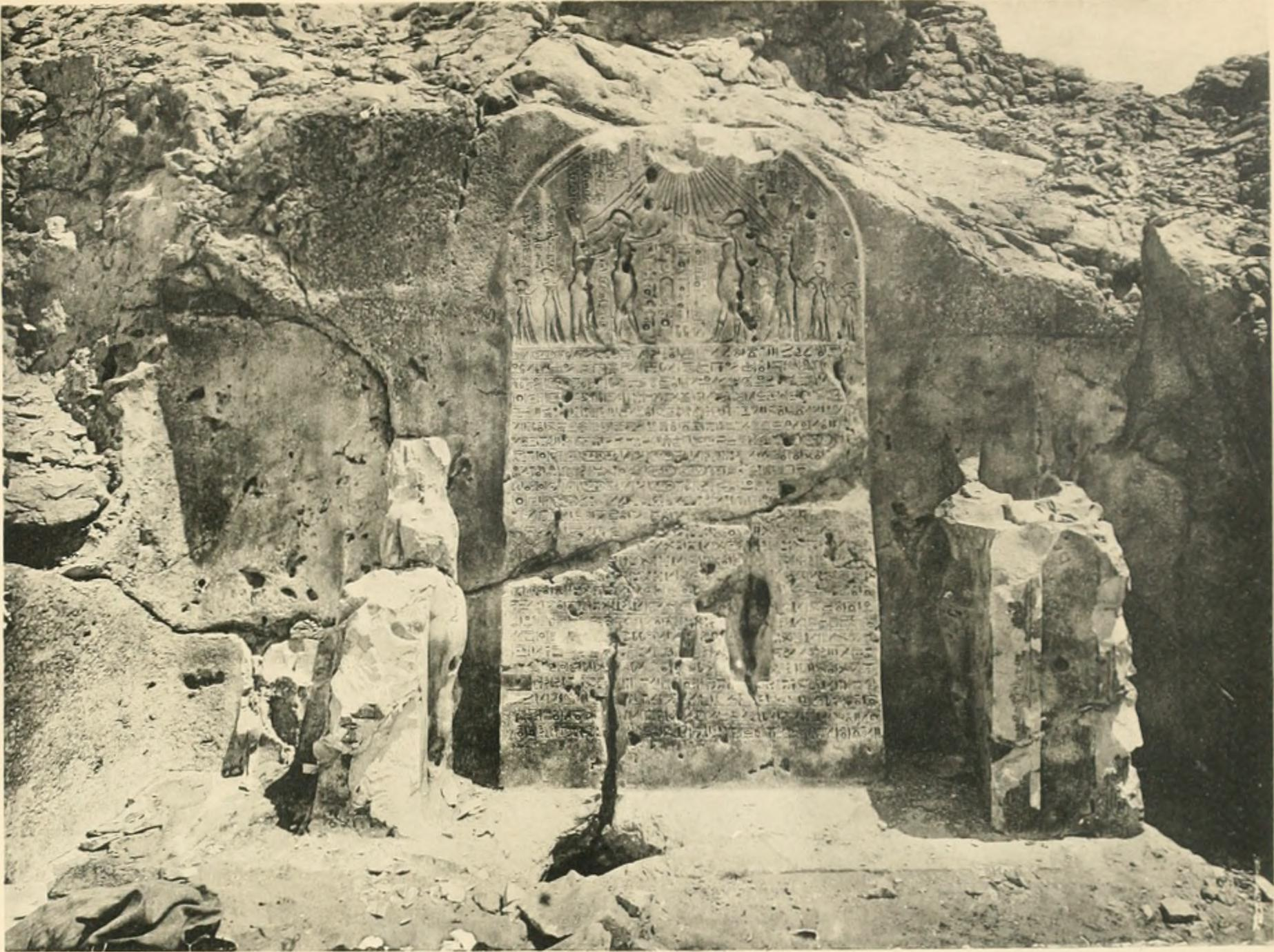
Skalní hrobka El-Amarna (Davies 1900)
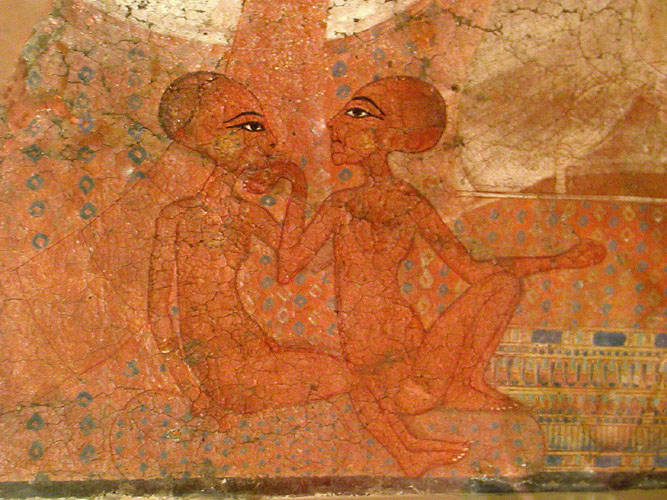
Achnatonovy dcery
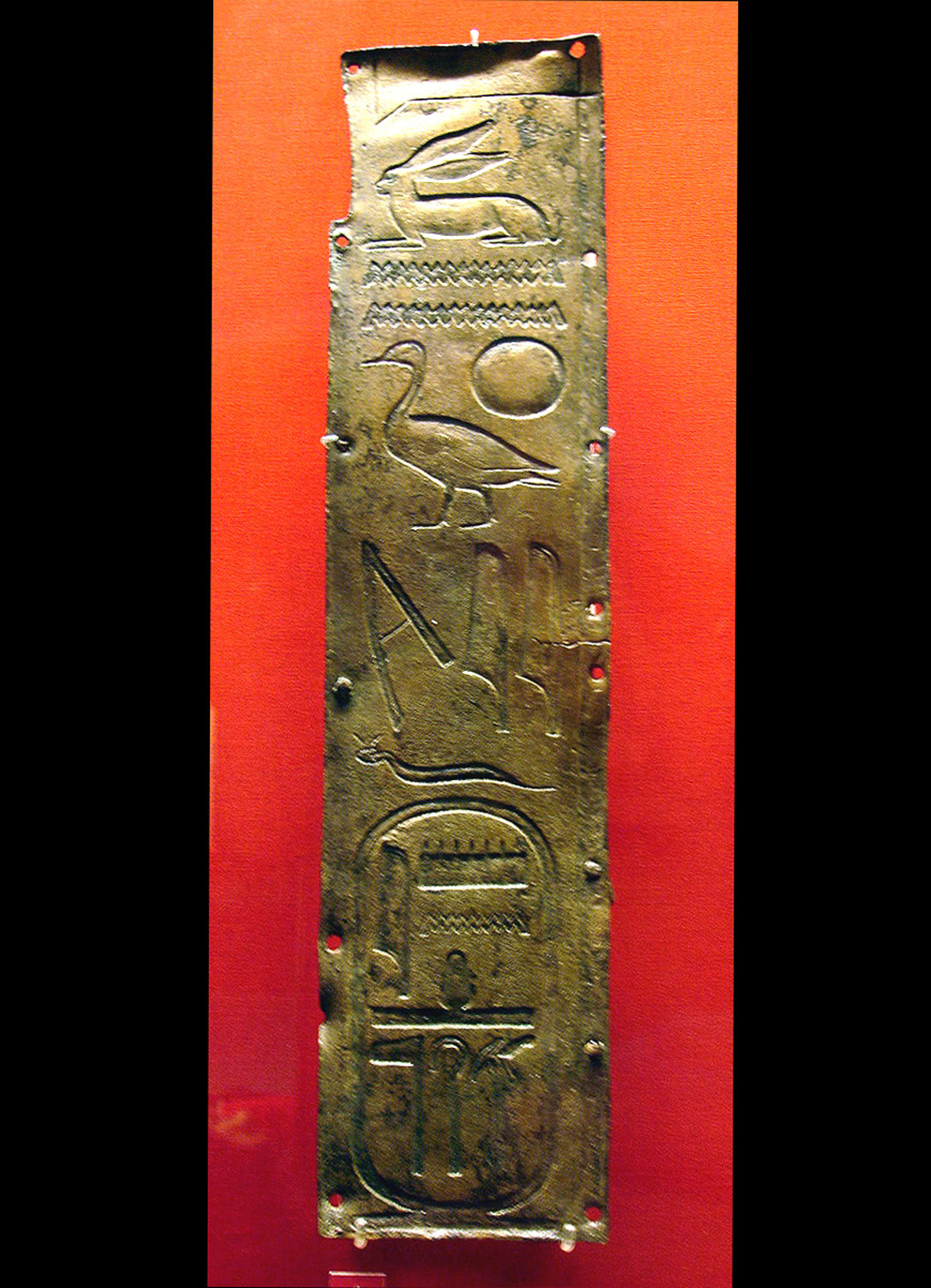
Kartuš Amnehotepa (před změnou jména)
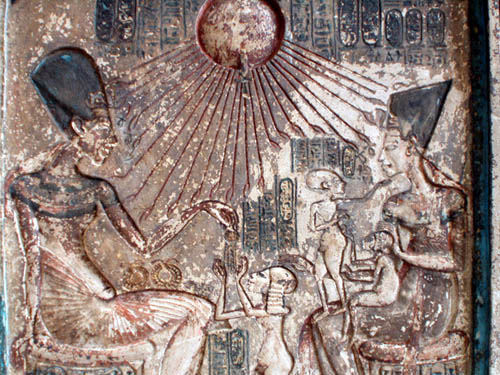
Achnaton s rodinou